# Havia de Carmiol
L'havia de Carmiol (Chlorothraupis carmioli) és un ocell de la família dels cardinàlids (Cardinalidae).

## Hàbitat i distribució
Habita el sotabosc de la selva humida de l'est de Nicaragua, Costa Rica, Panamà i nord-oest de Colòmbia.

## Subespècies
S'han descrit quatre subespècies, però una d'elles, C. c. frenata és considerada pel Congrés Ornitològic Internacional (versió 3.5, 2013) una espècie de ple dret arran els treballs de Ridgely et Greenfield 2001.
- C. c. carmioli (Lawrence, 1868). Des de Nicaragua fins al nord-oest de Panamà.
- C. c. lutescens Griscom, 1927. Des del centre de Panamà fins al nord-oest de Colòmbia.
- C. c. magnirostris Griscom, 1927. Oest de Panamà.